# Marion Borras
Pour les articles homonymes, voir Borras.
Marion Borras, née le 24 novembre 1997 à Pontcharra (Isère), est une coureuse cycliste française. Elle pratique le cyclisme sur piste et sur route.
Elle est notamment championne d'Europe de l'américaine en 2024, ainsi que deux fois médaillées de bronze de la poursuite par équipes aux mondiaux.

## Biographie
En 2014, Marion Borras est médaillée de bronze de la poursuite par équipes aux championnats d'Europe sur piste juniors et remporte le Chrono des Nations juniors (moins de 19 ans). En 2015, elle décroche trois médailles aux championnats d'Europe sur piste juniors : l'argent en poursuite individuelle (derrière Justyna Kaczkowska), ainsi que le bronze sur la poursuite par équipes et l'omnium. Aux mondiaux sur piste juniors, elle est vice-championne du monde de poursuite, à nouveau battue par Kaczkowska. Le 1er octobre 2015, à l'âge de 17 ans, elle finit deuxième de la poursuite au championnat de France élite.
Le 17 juillet 2016 pour sa première année dans la catégorie espoirs (moins de 23 ans), elle termine cinquième au championnat d'Europe à Montichiari en Italie dans l'épreuve de l'omnium mais également en poursuite individuelle et par équipes. Durant le reste de l'année 2016, elle est plusieurs mois à l'arrêt à la suite du dépistage d'une mononucléose. En 2017, elle devient (avec Laurie Berthon) la première championne de France de l'américaine. En 2017 et 2018, elle participe également à la poursuite par équipes aux championnats du monde sur piste où le quatuor français termine septième ces deux années.
Au mois d'août 2018, elle participe aux championnats de France de cyclisme sur piste disputés à Hyères. Au cours de ces championnats elle se classe troisième de la poursuite individuelle (derrière Coralie Demay mais devant Pascale Jeuland) et de la course à l'américaine,. Elle termine également cinquième de l'épreuve de course aux points.
Engagée aux championnats de France sur piste de 2019, elle devient vice-championne de France de poursuite individuelle et de course à l'américaine (avec Valentine Fortin). Elle glane également une médaille de bronze lors de la course aux points et remporte le titre de championne de France de poursuite par équipes (avec Maëva Paret-Peintre, Valentine Fortin et Clara Copponi).

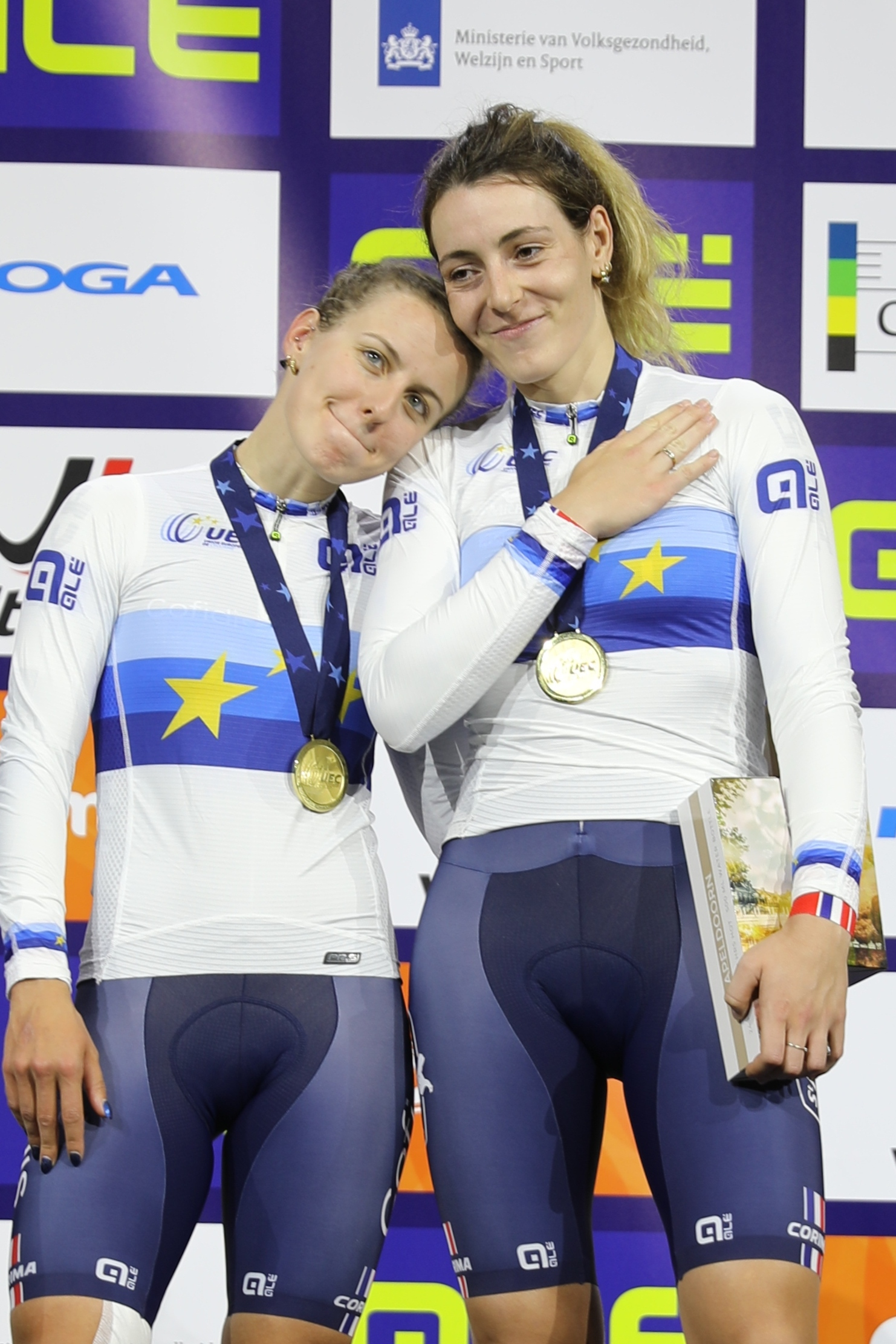
En 2024, Borras devient championne d'Europe de l'américaine avec Valentine Fortin.

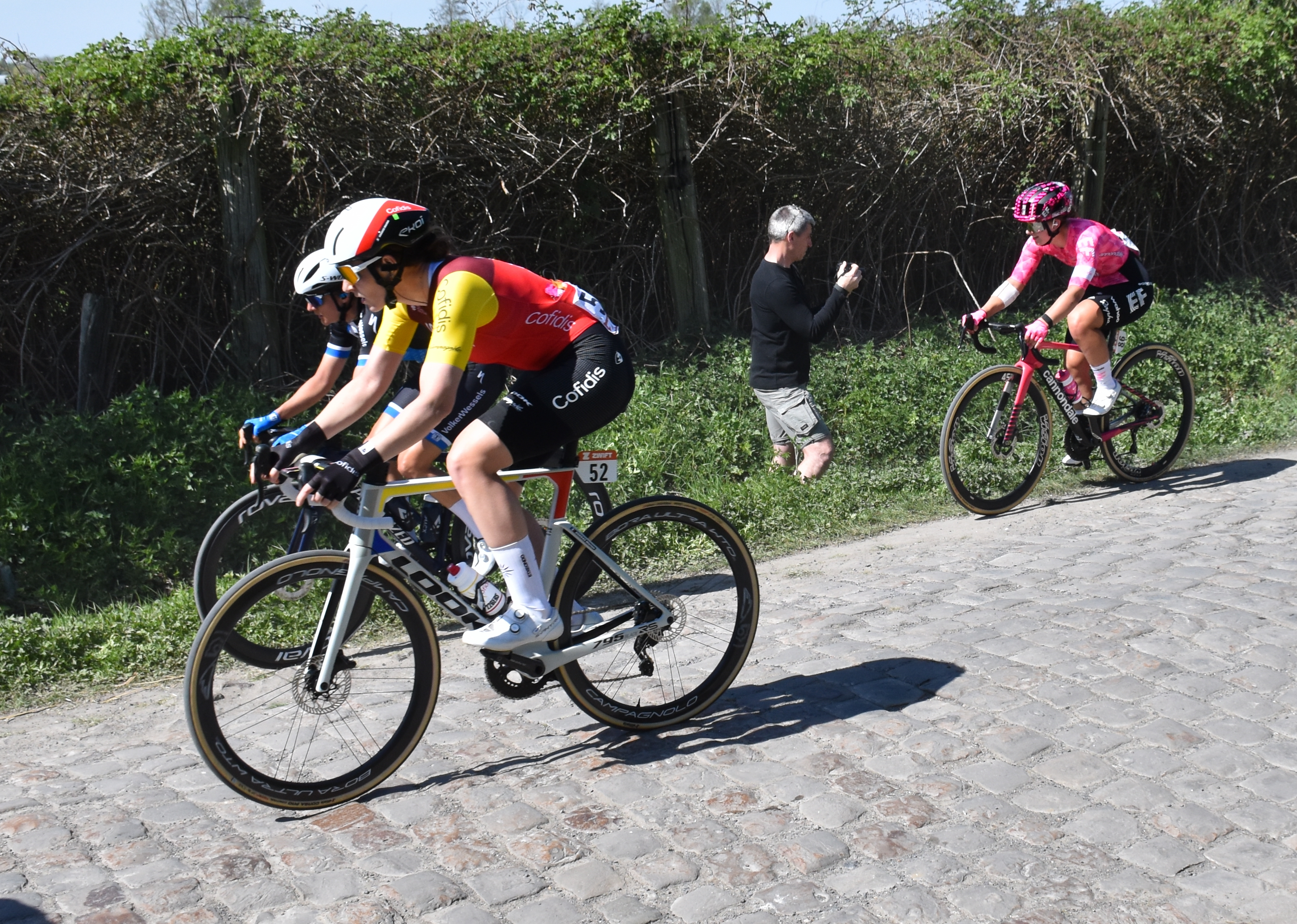
Marion Borras #52 lors de Paris-Roubaix 2025.

Le 2 octobre 2021, lors des Trois jours d'Aigle, elle bat de cinq secondes le record de France de poursuite individuelle détenu depuis 25 ans par Marion Clignet, en 3 min 25 s 578. Elle l'améliore une semaine plus tard lors des qualifications de la poursuite individuelle des championnats d'Europe, en 3 min 20 s 780. Qualifiée pour la finale de cette course, elle décroche la médaille d'argent, battue par Lisa Brennauer. 
Lors de la manche de la Coupe des Nations 2022 à Glasgow, elle remporte la course à l'américaine avec Valentine Fortin. La même année, elle décroche sa première médaille internationale chez les élites avec le bronze sur la poursuite par équipes lors des mondiaux à domicile de Saint-Quentin-en-Yvelines.
En 2023, elle est sélectionnée pour participer aux championnats du monde sur piste au cours de l'été, où elle obtient une nouvelle médaille de bronze en poursuite par équipes (avec Berteau, Le Net, Fortin et Copponi).
Après que Borras n'ait participé qu'occasionnellement à des courses de cyclisme sur route, elle devient membre de l'équipe continentale française St Michel-Mavic-Auber 93 en 2023. Lors de sa deuxième course pour l'équipe, elle passe proche d'une victoire retentissante en arrivant pour la gagne lors de Paris-Roubaix, où elle se classe finalement cinquième. Parallèlement, elle se prépare pour les Jeux olympiques d'été de 2024 à Paris. 
En janvier 2024, elle devient championne d'Europe de l'américaine en compagnie de Valentine Fortin. En juillet, elle appartient à la liste des coureuses retenues par la Fédération française de cyclisme pour prendre part aux épreuves sur piste des Jeux olympiques, où elle se classe cinquième de la poursuite par équipes et de la course à l'américaine.
En 2025, la distance de la poursuite individuelle féminine passe à 4 kilomètres contre 3 auparavant. Borras profite des championnats de France pour établir le record du monde de l'épreuve, en 4 min 42 s 730. Ce chrono est battu quelques semaines plus tard par Hélène Hesters.

## Palmarès sur piste

### Jeux olympiques
- Tokyo 2020
  - 7e de la poursuite par équipes
- Paris 2024
  - 5e de la poursuite par équipes
  - 5e de la course à l'américaine

### Championnats du monde
| Édition / Épreuve              | Poursuite individuelle | Poursuite par équipes                            | Américaine            |
| Astana 2015 (juniors)          | Argent                 |                                                  |                       |
| Hong Kong 2017                 | 13e                    | 7e                                               |                       |
| Apeldoorn 2018                 | 14e                    | 7e                                               |                       |
| Pruszków 2019                  | 19e                    | 9e                                               |                       |
| Saint-Quentin-en-Yvelines 2022 |                        | Bronze (avec Berteau, Copponi et Fortin)         |                       |
| Glasgow 2023                   | 8e                     | Bronze (avec Berteau, Copponi, Le Net et Fortin) |                       |
| Ballerup 2024                  |                        |                                                  | Argent (avec Berteau) |

### Coupe des nations
- 2022
  - 1re de l'américaine à Glasgow (avec Valentine Fortin)
- 2023
  - 1re de la poursuite par équipes au Caire
  - 2e de la poursuite par équipes à Jakarta
  - 2e de l'américaine à Jakarta
- 2024
  - 2e de l'américaine à Milton
  - 3e de la poursuite par équipes à Milton

### Championnats d'Europe
| Édition / Épreuve      | Poursuite individuelle | Poursuite par équipes | Omnium | Américaine                     | Course aux points |
| Anadia 2014 (juniors)  |                        | Bronze                |        |                                |                   |
| Athènes 2015 (juniors) | Argent                 | Bronze                | Bronze |                                |                   |
| Berlin 2017            | 7e                     | 4e                    |        |                                |                   |
| Gand 2019 (espoirs)    |                        | Argent                |        |                                |                   |
| Granges 2021           | Argent                 |                       |        | Bronze (avec Victoire Berteau) |                   |
| Munich 2022            | 7e                     | Bronze                |        | Argent (avec Clara Copponi)    |                   |
| Granges 2023           |                        | 4e                    |        |                                |                   |
| Apeldoorn 2024         |                        | 7e                    |        | Or (avec Valentine Fortin)     |                   |
| Heusden-Zolder 2025    |                        | 4e                    |        | Bronze (avec Victoire Berteau) | Argent            |

### Championnats nationaux
- 2012
  - 3e de la vitesse cadettes
- 2013
  -  Championne de France de la course aux points cadettes
  - 2e de la poursuite cadettes
- 2014
  -  Championne de France de poursuite juniors
  - 3e de la vitesse par équipes
  - 3e du course aux points juniors
- 2015
  -  Championne de France de poursuite juniors
  -  Championne de France de la course aux points juniors
  -  Championne de France du scratch juniors
  - 2e de la poursuite
  - 3e du 500 mètres juniors
- 2017
  -  Championne de France de l'américaine (avec Laurie Berthon)
  - 2e de la poursuite
  - 2e de la poursuite par équipes (avec Laurie Berthon, Fanny Zambon et Maëva Paret-Peintre)
  - 2e de l'omnium
- 2018
  -  Championne de France de poursuite par équipes (avec Laurie Berthon, Valentine Fortin et Clara Copponi)
  - 3e de la poursuite
  - 3e de l'américaine
- 2019
  -  Championne de France de poursuite par équipes (avec Maëva Paret-Peintre, Valentine Fortin et Clara Copponi)
  - 2e de la poursuite
  - 2e de l'américaine
  - 3e de la course aux points
- 2023
  -  Championne de France d'omnium
  - 2e de la poursuite
- 2024
  -  Championne de France de poursuite
  - 2e de l'américaine
- 2025
  -  Championne de France de la course aux points
  -  Championne de France de poursuite
  -  Championne de France de l'américaine (avec Flavie Boulais)
  - 2e du kilomètre

### Autres
- 2014
  - 2e du scratch du Fenioux Piste International juniors

### Records
- Record de France junior de poursuite sur 2 000 m : 2 min 25 s 156 14 juillet 2015 à Athènes.
- Record de France de poursuite par équipes sur 4 000 m :
  - 4 min 25 s 680 à Berlin avec Laurie Berthon, Élise Delzenne et Coralie Demay[24]. Valable à partir du 19 octobre 2017.
  - 4 min 25 s 788 à Hong-Kong avec Laurie Berthon, Élise Delzenne et Coralie Demay. Valable du 13 avril 2017 au 19 octobre 2017.

## Palmarès sur route

### Par années
- 2014
  - Chrono des Nations juniors
- 2015
  - Chrono des Nations juniors
- 2017
  - 3e du championnat de France du contre-la-montre espoirs
- 2019
  - 2e du championnat de France du contre-la-montre espoirs
- 2022
  - Tour de Charente-Maritime : 
    - Classement général
    - 2e étape (contre-la-montre)

  - Tour de l'Orne : 
    - Classement général
    - 2e étape (contre-la-montre)
- 2023
  - 5e de Paris-Roubaix
- 2024
  - 3e du championnat de France du contre-la-montre
- 2025
  - 3e du championnat de France du contre-la-montre

### Résultats sur les grands tours

#### Tour d'Espagne
1 participation
- 2025 : 105e

### Classements mondiaux
| Année                                 | 2019 | 2020 | 2021 | 2022  | 2023 | 2024 |
| ------------------------------------- | ---- | ---- | ---- | ----- | ---- | ---- |
| Classement UCI                        | 757e | nc   | 324e | 1050e | 199e | 815e |
| UCI World Tour                        | nc   | nc   | nc   | nc    | 95e  | nc   |
|                                       |      |      |      |       |      |      |
| Légende : nc = non classéSource : UCI |      |      |      |       |      |      |